# والاس مارتينز
والاس مارتينز (بالبرتغالية: Wallace Martins) (22 مارس 1983 بريو دي جانيرو في البرازيل - ) هو لاعب كرة طائرة برازيلي في مركز ضارب خارجي ‏.

## وصلات خارجية
- والاس مارتينز على موقع الاتحاد الأوروبي (الإنجليزية)
- والاس مارتينز على موقع عالم الكرة الطائرة (الإنجليزية)
- والاس مارتينز على موقع دوري الدرجة الأولى الإيطالي للكرة الطائرة - رجال (الإيطالية)
- والاس مارتينز على موقع الدوري الياباني (مؤرشف) (اليابانية)